# Поудо-Сонко
Поудо-Сонко — третий из мужей, созданных Ульгенем, который оберегал всех людей от напастей и бед. Н. Ю. Афанасьева в своей диссертации предполагает, что это божество, популярное у горных народов Алтая, относится не к шаманству, а к культу предков и семейных покровителей, связано так же и с пережитками тотемизма. 
Он особенно покровительствовал слабым, но праведным людям. Он мог сделать их победителями в бою даже с более сильным противником, который в своей гордыне надеется только на себя и не признает бога. Он оберегал торговых людей от разбойников, охотников защищал от лютых зверей, плавающих людей он оберегал от рыб и чудовищ. Особо примечал Поудо-Сонко злых людей, и по заданию Ульгеня он отмечал их особым знаком — на конце языка у лжеца он помещал ячменное зерно, а на голове у вора ставил зажженную свечу.